# Алма Катцу
Алма Катцу (на английски: Alma Katsu) е американска писателка на бестселъри в жанра паранормален любовен роман, историческо фентъзи и хорър, и сценарист. В България е издадена и като Алма Катсу.

## Биография
Алма Катцу е родена на 29 ноември 1959 г. във Феърбанкс, Аляска, САЩ, в семейство на баща американец и майка японка. Израства близо до Конкорд, Масачузетс, където се запалва по историята. През 1981 г. завършва с бакалавърска степен по литература и творческо писане Университета „Брандайс“, където учи с писателите Джон Ървинг и Маргарет Рей. През 2004 г. получава магистърска степен по литература от Университета „Джонс Хопкинс“. Посещава и писателските курсове в Скуо Вали.
От 1982 г. започва работа към федералното правителство на САЩ, като работи като анализатор в различни агенции, които са свързани с разузнаването и външната политика. От 2012 г. е старши политически анализатор за „RAND Corporation“.
Заедно с работата си започва да пише роман. Първият ѝ роман „Обладателят“ от емблематичната ѝ едноименна поредица е публикуван през 2011 г. Главната героиня Лани се бори за сърцето на любимия си Джонатан, преодолявайки мрежите и интригите на свитата от безсмъртни на Адаир, готова да пожертва себе си и душата си в името на любовта. Книгата става международен бестселър и дава успешен старт на писателската ѝ кариера. Обявен е за част от 10-те най-добри романи за 2011 г. от Американската библиотечна организация, и печели наградата на критиката за най-добър роман от списание „Romantic Times“.
Произведенията на писателката са преведени на 16 езика по света.
Алма Катцу живее със семейството си край Вашингтон.

## Произведения

### Самостоятелни романи
- The Hunger (2018)
Глад, изд.: „Orange Books“, София (2018), прев. Богдан Русев
- The Deep (2020)
Дълбините, изд.: „Orange Books“, София (2020), прев. Богдан Русев
- Red Widow (2021)

### Серия „Обладателят“ (Taker)
1. The Taker (2011)
Обладателят: Този, който взема, изд.: ИК „Бард“, София (2012), прев. Елена Кодинова
2. The Reckoning (2012)
3. The Descent (2014)

разкази в света на „Обладателят“
- The Devil's Scribe (2012)
- The Marriage Price (2012)
- The Witch Sisters (2013)

### Разкази
- Pipefitter’s Union – в сборника „Enhanced Gravity“